# Sportmagasinet
Sportmagasinet, startad 30 september 2002 och nedlagd i december 2009 efter meddelande den 2 oktober  samma år, gavs ut av Aftonbladet och var Sveriges största månadstidning om sport. Räckvidden var 199 000 läsare per månad under det andra kvartalet 2008. Av dessa läsare var 78 procent män och 22 procent kvinnor. Sportmagasinets TS-kontrollerade upplaga för helåret 2007 var 32 800 sålda exemplar per månad.
I oktober 2003 tilldelades tidningen priset "Årets tidskrift" i populärpresskategorin.

## Tidningen
Magasinet omfattade i normalfall 100 sidor, med mellan 10 och 20 helsidor annonser. Sportmagasinet hade länge två krönikörer, 2009 var det Erik Niva och Robert Laul. Bland medarbetarna märks även Simon Bank, Thomas Tynander, Stefan Holm och Lars Nylin.